# Willem de Pony
Willem de Pony (Engels: Bill the Pony) is een fictief dier in het boek In de Ban van de Ring van J.R.R. Tolkien.
Willem wordt voor een extreem hoge prijs van 12 zilverlingen gekocht voor Frodo en de Hobbits die met hem meerijzen door Gersteman Boterbloem. Hun eigen pony's waren de nacht ervoor gestolen uit de stallen van de herberg 'De Steigerende Pony' in Breeg. Sam Gewissies had hem de naam van zijn vorige eigenaar, Willem Varentje, gegeven.
Willem gaat mee met het Reisgenootschap van de Ring tot aan de Westdeur van Moria waar Sam hem laat gaan omdat hij niet mee kan op de voorgenomen reis door Moria. Willem vindt de weg terug naar Breeg, waar Boterbloem hem onder zijn hoede neemt. De Hobbits treffen hem weer aan op hun terugreis in de stallen van de 'De Steigerende Pony'. Sam neemt Willem vervolgens mee naar Hobbitstee.